# Сервач (притока Німану)
Сервач, Сервеч — річка в Білорусі, у Барановицькому й Корелицькому районах Берестейської й Гродненської областей. Ліва притока Німану (басейн Балтійського моря).

## Опис
Довжина річки 63 км, площа басейну 770 км². Формується з багатьох приток та безіменних струмків.

## Розташування
Бере початок на північно-східній стороні від села Жабінци. Тече переважно на північний схід через Салявічи, Велике Село, Городище й у селі Панямонь впадає у річку Німан.
Основні притоки: Петухівка, Корчівка, Невда, Рута (ліві).
Населені пункти вздовж берегової смуги: Киселі, Ясенець, Гречиха, Кутовщина, Цирин, Осташин, Кринки, Березовець, Астухова.